# Общественное движение (право)
Обще́ственное движе́ние в юриспруде́нции — организационно-правовая форма общественных объединений. Обычно общественные движения создаются для выражения гражданами своей позиции по различным социально значимым вопросам.
В Российском законодательстве общественным движением «является состоящее из участников и не имеющее членства массовое общественное объединение, преследующее социальные, политические и иные общественно полезные цели, поддерживаемые участниками общественного движения».

## Законодательство в России

### Правовой статус общественных движений
Правовое положение общественных движений в Российской Федерации закреплено Федеральным законом «Об общественных объединениях». В целом правовой статус общественного движения идентичен статусу общественной организации, за исключением отсутствия членства: вхождение лиц в участники общественного движения может не оформляться индивидуальными заявлениями или иными документами (если иное не определено уставом конкретного движения).
Высшим руководящим органом общественного движения является съезд (конференция) или общее собрание. Также каждое движение должно иметь постоянно действующий руководящий орган общественного движения — выборный коллегиальный орган, подотчётный съезду (конференции) или общему собранию.
Общественные движения, как и другие формы общественных объединений, могут регистрироваться в порядке, предусмотренном статьёй 21 Федерального закона «Об общественных объединениях», и приобретать права юридического лица, либо функционировать без государственной регистрации и приобретения прав юридического лица. В случае государственной регистрации общественного движения его постоянно действующий руководящий орган осуществляет права юридического лица от имени общественного движения и исполняет его обязанности в соответствии с уставом.
Права общественных объединений (и, в том числе, общественных движений), закреплены в статье 27 закона «Об общественных объединениях». В частности, предусматривается право участвовать в выборах и референдумах в порядке, установленном законодательством Российской Федерации.
Общественно-полезными целями, которые преследуют общественные движения, могут быть: социальные, благотворительные, культурные, образовательные, научные, развития физической культуры и спорта, удовлетворения духовных и иных нематериальных потребностей граждан, а также иные цели, направленные на достижение общественных благ.
Реальное положение общественных движений (как зарегистрированных, так и незарегистрированных) в российском правовом поле претерпевает постоянную эволюцию, проходя различные этапы. С начала 1990-х годов в России периодически изменяются степень контроля государства за деятельностью общественных движений и уровень их государственной поддержки.

### Виды общественных движений
В целом, законодательно правовое положение общественного движения не отличается от других видов общественных объединений (за исключением политических партий). Так, могут существовать:
- молодёжные общественные движения (участниками которых могут быть граждане, достигшие 14 лет);
- детские общественные движения (участниками которых могут быть граждане, достигшие 8 лет).

По территориальной сфере деятельности могут создаваться и действовать следующие виды общественных движений:
- общероссийские (осуществляют свою деятельность в соответствии с уставными целями на территориях более половины субъектов Российской Федерации и имеет там свои структурные подразделения — организации, отделения или филиалы и представительства);
- межрегиональные (осуществляют свою деятельность в соответствии с уставными целями на территориях менее половины субъектов Российской Федерации и имеет там свои структурные подразделения — организации, отделения или филиалы и представительства);
- региональные (деятельность которого в соответствии с его уставными целями осуществляется в пределах территории одного субъекта Российской Федерации);
- местные (деятельность которого в соответствии с его уставными целями осуществляется в пределах территории органа местного самоуправления).

### Общественные движения и политические партии
Ранее, в соответствии с федеральным законом «О политических партиях», общероссийские общественные движения (равно как и общероссийские общественные организации) могли преобразовываться в политические партии, что являлось одним из двух предусмотренных законом форм создания политических партий. В этом случае съезд общероссийского общественного движения принимал решение о преобразовании данного общероссийского общественного движения в политическую партию, о преобразовании его региональных подразделений в субъектах Российской Федерации в региональные отделения политической партии, о принятии устава политической партии и о принятии её программы, о формировании руководящих и контрольно-ревизионных органов политической партии. Новая политическая партия считалась созданной со дня внесения соответствующей записи в Единый государственный реестр юридических лиц.
Вместе с тем, после вступления в силу в 2001 году Федерального закона «О политических партиях», имел место обратный процесс: политические партии, не соответствовавшие жёстким требованиям данного закона (в частности, по количеству членов и региональных отделений) часто преобразовывались в общероссийские общественные движения.
В мае 2015 года был принят новый закон о политических партиях, который запрещает создание новых партий из общественных движений. Также общественным движениям запрещено использовать слово "партия" в своём названии.